# Мексикано-уругвайские отношения
Мексикано-уругвайские отношения — двусторонние дипломатические отношения между Мексикой и Уругваем. Страны являются членами Латиноамериканской ассоциации интеграции, Организации американских государств, Организации иберо-американских государств и Группы Рио.

## История
До начала XIX века оба государства были частью Испанской империи. Мексика входила в состав Вице-королевства Новая Испания, а Уругвай был частью Вице-королевства Рио-де-ла-Плата. 22 февраля 1831 года страны установили дипломатические отношения, после обретения независимости от Испанской империи. В 1882 году Уругвай открыл консульство в Мехико. В 1941 году Мексика повысила статус своей дипломатической миссии в Монтевидео до посольства, а Уругвай открыл посольство в Мехико в 1943 году.
В течение 1970-х и 1980-х годов Уругвай переживал период военной диктатуры. За это время несколько диссидентов в стране были убиты или «исчезли». Многие уругвайцы также иммигрировали за границу и искали убежище во многих странах мира, включая Мексику. После восстановления демократического строя в Уругвае дипломатические отношения с Мексикой только укрепляются. Когда Мексика получила негативную реакцию в мире после вспышки свиного гриппа в 2009 году, то Уругвай не стал портить отношения с этой страной.
14 августа 2009 года президент Мексики Фелипе Кальдерон и президент Уругвая Табаре Васкес провели переговоры в Монтевидео. Фелипе Кальдерон совершал поездки по странам Южной Америки, во время которых он также встретился с президентом Колумбии Альваро Урибе. В Монтевидео Фелипе Кальдерон и Табаре Васкес подписали соглашение, целью которого было дальнейшее продвижение соглашения о свободной торговле 2004 года. По некоторым данным подписание этого соглашения принесло сторонам 500 миллионов долларов США. Были также подписаны соглашения, касающиеся воздушного сообщения, научных исследований, исследования Антарктиды, образования, уклонения от уплаты налогов, а также защиты, сохранения, восстановления и реституции культурных ценностей, которые были разграблены или незаконно проданы. Фелипе Кальдерон назвал эту сделку вехой в двусторонних отношениях с Уругваем, которая сблизила эти страны и способствует развитию торговли.
Помимо подписания этих соглашений, Фелипе Кальдерон выполнял ряд других функций во время этого визита в Уругвай. Он участвовал в One Laptop Per Child, инициативе по предоставлению ноутбуков школьникам и повышения доступности Интернета, посетив школу, которая должна была получить 300 000-й ноутбук по этой программе. Фелипе Кальдерон встретился с вице-президентом Уругвая Родольфо Нин Новоа и выступил перед парламентом страны, где он проинформировал Уругвай о том, что проблемные вопросы по экспорту уругвайской говядины в Мексику, после этого визита, будут решены, а также добавил, что согласен с решением Колумбии разрешить открытие своих военных баз для Соединённых Штатов Америки. Фелипе Кальдерон остался в Уругвае на выходные перед отъездом в Бразилию.
В феврале 2019 года министр иностранных дел Мексики Марсело Эбрард посетил Уругвай, где встретился с президентом Табаре Васкесом и министром иностранных дел Родольфо Нином Новоа, с целью обсудить продолжающийся политический кризис в Венесуэле, а также участие обеих стран в посредничестве в разрешении кризиса. После встречи правительство Уругвая объявило о поддержке действующего президента Венесуэлы Николаса Мадуро, в то время как Мексика сохраняет нейтралитет.

## Государственные визиты
Из Мексики в Уругвай
- Президент Густаво Диас Ордас (1967)
- Президент Мигель де ла Мадрид (1988)
- Президент Карлос Салинас (1990)
- Президент Эрнесто Седильо (1999)
- Президент Висенте Фокс Кесада (2002, 2006)
- Президент Фелипе Кальдерон (2009)
- Президент Энрике Пенья Ньето (2013)

Из Уругвая в Мексику
- Президент Хулио Мария Сангинетти (1986, 1987, 1996, 1999)
- Президент Луис Альберто Лакалье де Эррера (1993)
- Президент Хорхе Батль Ибаньес (2002, январь и май 2004 года)
- Президент Табаре Васкес (2006, 2017, 2018)
- Президент Хосе Мухика (2011, 2014)

## Двусторонние соглашения
Между странами подписано несколько двусторонних соглашений, такие как: Соглашение о культурных обменах; Соглашение о научно-техническом сотрудничестве; Соглашение о сотрудничестве в сфере туризма; Соглашение о пресечении незаконного оборота наркотических средств и психотропных веществ и их прекурсоров и продуктов, основных химических веществ; Договор об экстрадиции; Соглашение о привлечении и взаимной защите инвестиций; Договор о взаимной правовой помощи и сотрудничестве по уголовным делам; Соглашение о воздушных перевозках; Соглашение об избежании двойного налогообложения и предотвращении уклонения от уплаты налогов в вопросах налогообложения доходов и капитала; Соглашение о сотрудничестве в области защиты, сохранения, восстановления и реституции культурных ценностей.

## Торговля
В июле 2004 года страны подписали соглашение о свободной торговле. В 2018 году товарооборот между странами составил сумму 560 миллионов долларов США. Экспорт Мексики в Уругвай: транспортные средства, телевизоры и тракторы. Экспорт Уругвая в Мексику: кожа, молочные продукты и продукты питания. Мексика является четвертым по величине торговым партнером Уругвая, в то время как Уругвай является пятнадцатым по величине торговым партнером Мексики. В 2011 году прямые иностранные инвестиции из Мексики в Уругвай составили сумму 200 миллионов долларов США. Между 1999—2018 годами прямые инвестиции Уругвая в Мексику составили сумму 364 миллиона долларов США. Мексиканские транснациональные компании, такие как: América Móvil, Binbit, Gruma, Grupo Bimbo и Grupo Omnilife (среди прочих), представлены в Уругвае.

## Дипломатические представительства
- Мексика имеет посольство в Монтевидео[17].
- Уругвай содержит посольство в Мехико[18].